# Broncho Billy Anderson
Broncho Billy Anderson (n. Maxwell Henry Aronson, n. 21 martie 1880, Little Rock, Arkansas, SUA – d. 20 ianuarie 1971, Woodland Hills⁠(d), California, SUA) a fost un actor american, scenarist, producător și regizor de film. A fost prima vedetă a filmelor Western. A fost fondator și vedetă a studiourilor Essanay. În 1958, a primit un premiu de onoare al Academiei Americane de Film pentru că a fost un pionier al industriei cinematografice.